# Kaindorf
Kaindorf (ufficiosamente anche Kaindorf bei Hartberg) è un comune austriaco di 2 851 abitanti nel distretto di Hartberg-Fürstenfeld, in Stiria; ha lo status di comune mercato (Marktgemeinde). Il 1º gennaio 2015 ha inglobato i comuni soppressi di Dienersdorf e Hofkirchen bei Hartberg.